# Огнеход
«Огнехо́д», или «Покоритель огня» (англ. Firewalker), — девятый эпизод второго сезона американского научно-фантастического сериала «Секретные материалы», главные герои которого, специальные агенты ФБР Фокс Малдер (Дэвид Духовны) и Дана Скалли (Джиллиан Андерсон), расследуют преступления, с трудом поддающиеся научному объяснению.
В данном эпизоде Малдер и Скалли расследуют странные инциденты на удалённой исследовательской базе, расположенной в районе вулкана в штате Орегон. В ходе следствия агенты понимают, что столкнулись с неизвестной науке формой жизни, основанной на кремнии. Эпизод принадлежит к типу «монстр недели» и не связан с основной «мифологией сериала», заданной в пилотной серии.
Премьера «Огнехода» состоялась 18 ноября 1994 года на телеканале Fox. От критиков эпизод получил преимущественно отрицательные отзывы в связи со вторичностью сюжета.

## Сюжет
Адам Пирс, учёный Калифорнийского технологического института, получает видеопередачу от «Огнехода», робота, посланного для вулканических исследований в штат Орегон на гору Авалон. «Огнеход» вещает изнутри вулканической пещеры, на дне которой Пирс замечает тело начальника сейсмологической исследовательской группы Фила Эриксона. Там же он видит тень, движущуюся по пещере — что невозможно из-за экстремально высоких температур в этом месте. Загадочная фигура выводит из строя камеру «Огнехода», прекращая трансляцию.
Пирс отправляется к Малдеру и Скалли, которым показывает видео с «Огнехода» и более ранний выпуск новостей с участием главы проекта Дэниела Трепкоса; Пирс принимал участие в проекте до тех пор, пока у него не вышла ссора с Трепкосом. Агенты берут дело, но Малдер сопротивляется поездке Скалли в Орегон, ссылаясь на её недавнее похищение. Скалли настаивает на своём участии.
По прибытии на гору Пирс отправляется в лес, чтобы обследовать оборудование, в то время, как агенты ищут лабораторию. Они находят команду — инженера-робототехника Джейсона Людвига, лаборанта-химика Питера Танаку и студентку-выпускницу Джесси О’Нил, которые находятся в состоянии психологического шока. По утверждениям членов команды, у Трепкоса было биполярное расстройство, и после первого спуска «Огнехода» он стал странно вести себя, затем разрушил лабораторию и исчез. В это время снаружи Трепкос встречает Пирса и убивает его.
После обнаружения командой тела Пирса Малдер находит разрозненные записи Трепкоса. Там обнаруживаются ссылки на предположительно новый тип биохимического соединения — организма на основе кремния, который существует внутри горы Авалон. Однако Скалли подчёркивает, что Трепкос был не в себе, и ставит его заключения под вопрос. Лаборант Танака падает в конвульсиях, у него высокая температура, но он отказывается от помощи Малдера или Скалли. Когда его кладут на носилки для медицинской эвакуации, Малдер замечает на шее лаборанта пульсирующую выпуклость. Танака сбегает в лес и умирает после того, как из его глотки выползает некий организм. Скалли проводит вскрытие и обнаруживает песок в легких погибшего, что говорит о существовании кремниевых спор. Скалли предполагает, что после распространения споры заражают ближайших потенциальных носителей или умирают. Малдер связывается с Центром по контролю над заболеваниями, чтобы они закрыли местность на карантин.
Малдер и Людвиг предпринимают рискованный спуск в вулканическую пещеру, чтобы найти Трепкоса. Когда они обнаруживают «Огнеход», Трепкос убивает Людвига выстрелом в спину из ракетницы, и поджигает его тело, так как Людвиг тоже был заражён спорами. Затем Трепкос рассказывает Малдеру, что после того, как «Огнеход» вернулся из своего первого погружения, Эриксон размельчил один из каменных образцов, что привело к его смерти и немедленному заражению всех остальных учёных. Трепкос утверждает, что споры паразитичны по своей природе, и заставляют своих носителей передавать себя другим людям. Тем временем в лаборатории инфицированная О’Нил приковывает себя к Скалли, чтобы передать той споры, но Скалли спасается, бросив Джесси в герметичную камеру и закрыв дверь. Опухоль на шее О’Нил прорывается через её горло, убивая её, но не выбросив споры на Скалли.
Малдер и Трепкос возвращаются к месту событий. Малдер по радио требует эвакуации для группы, но поняв, что Трепкос откажется от спасения, сообщает, что среди выживших остались только он и Скалли.
После месяца ожидания агенты заходят в карантинную зону и видят, как химвойска конфискуют материалы из лаборатории и выставляют кордоны вокруг горы Авалон. «Огнеход» спасен, но повреждён слишком сильно, чтобы с него можно было считать данные. Трепкос и О’Нил официально числятся среди пропавших без вести и считаются погибшими. Настоящая судьба Трепкоса, который унёс тело О’Нил вглубь вулканической пещеры, остаётся неизвестной.

## Создание
Сценарист Говард Гордон был вдохновлён на написание этого эпизода после просмотра выпуска новостей о проекте «Данте» — роботе-исследователе, созданном НАСА для изучения вулканов. Создатель сериала Крис Картер сказал по поводу эпизода: «Впервые во втором сезоне мы рассказываем историю, не связанную с мифологией сериала. Иными словами, „Секретные материалы“ являются чем-то большим, чем одна космологическая история, которая раскрывает характеры героев». Однако Гордон уверен, что эпизод позволил ему раскрыть возможные результаты поисков Малдером истины, повторив это в мышлении Даниэля Трепкоса и взаимодействии между ними. Гордон отметил, что «естественной конечной точкой этого поиска истины является безумие», сравнивая Малдера и Трепкоса с героями романа «Сердце тьмы».
Этот эпизод перекликается с другими сериями «Секретных материалов», такими, как «Лёд» и «И пала тьма», в которых агенты обнаруживают новые формы жизни в отдалённых местностях. Этим обстоятельством был озабочен коллега Моргана, Джеймс Вонг, посчитав, что сериал может начать повторяться и «каннибализировать себя». Гордон парировал, сказав: «Я знаю, что есть некоторые сходства со „Льдом“, но я думаю, что если вынести за скобки группу людей, находящихся в ограниченном пространстве и борющихся с неизвестным существом, между эпизодами можно найти достаточно различий».
Так как Каскадные горы были слишком далеко от Ванкувера, чтобы использовать их в качестве съёмочной площадки, съёмочная команда использовала ближайший лес, где нашлись скалистые участки. Декорации, которые использовались для съёмки экстерьера полевого лагеря, позже были проданы команде, снимавшей сериал «Часовой». Сцены внутри базы снимались на гидростанции Британской Колумбии. Для изображения внутренностей вулкана были построены специальные декорации, а съёмки поверхности велись с помощью крана.
Хиро Канагава, сыгравший роль Питера Танака, ещё раз появился в сериале в четвёртом сезоне (эпизод «Синхронность»), а также в обоих спин-оффах сериала — «Одиноких стрелках» и «Тысячелетии».

## Эфир и реакция
«Огнеход» вышел в эфир на канале FOX 18 ноября 1994 года. По шкале Нильсена эпизод получил рейтинг 9 баллов с шестнадцатипроцентной долей, означающий, что из всех телевизоров в домохозяйствах США в вечер премьеры работали 9 процентов, а 16 процентов из их числа были настроены на просмотр «Секретных материалов». Количество домохозяйств, видевших премьеру, оценивается в 8,6 миллиона.
В ретроспективном обзоре второго сезона «Секретных материалов» Entertainment Weekly присвоил «Огнеходу» крайне низкую оценку «D-» (0,7 балла из 4 возможных). В отзыве говорилось, что эпизод «оскорбительно плохой», так как «сдирает» сюжеты из эпизода первого сезона «Лёд» и фильма «Чужой». В статье для The A.V. Club Зак Хэндлен был менее категоричен, сочтя серию «возвращением к основам» после истории с похищением Скалли. Хэндлен отметил, что «Огнеход» был бы «пустой тратой времени», появись он в любой другой момент сезона, но в данном случае он пришёлся к месту, так как позволил объединить главных героев в трудной ситуации.
Съёмочная группа посчитала эпизод удачным. Говард Гордон похвально отзывался о работе мастера по спецэффектам Тоби Линдалы и похвалил режиссуру Дэвида Наттера. Крис Картер назвал эпизод «успешным», также положительно оценив работу Наттера и приглашённого актёрского состава.